# Le Torse en plâtre
Le Torse en plâtre est un tableau réalisé par le peintre français Henri Matisse en 1919. De format vertical, cette huile sur toile est une nature morte qui représente un torse féminin en plâtre posé près d'un vase à fleurs sur une console en bois, dans un intérieur aux murs bleus décorés d'un nu. Achetée en 1958, l'œuvre est conservée au musée d'art de São Paulo, à  São Paulo, au Brésil.